# Pedro López de Ayala
Pedro López de Ayala (Vitoria, 1332 – Calahorra, 1407) spanyol költő, történetíró, kasztíliai államférfi.

## Életútja
Tizenegy gyermekes nemesi család elsőszülött fia volt, ifjúságáról semmi sem ismert. Még XI. Alfonz életében megnyerte Kegyetlen Péter támogatását, akit azonban később elhagyott. II. Henrik, I. János és III. Henrik királynak tett szolgálatai fényes anyagi haszonnal jártak. Alkalmazkodó képessége mindig annak az oldalára állította, akinek több reménye volt a győzelemre. Szerencséje azonban elhagyta, amikor a Fekete Herceg (az angol Lancaster) a nájerai csatában elfogta, bár onnan hamar szabadult (1367).
A róla alkotott kép azonban nem ilyen egyszerű. Ellenezte például, bár megakadályozni nem tudta, hogy I. János a nagy nyugati egyházszakadás idején VII. Kelemen pápaságát elismerje (1381). Később ugyancsak megpróbálta lebeszélni királyát a portugálok elleni támadásról, de hiába. Kasztília vereséget is szenvedett, maga López de Ayala pedig fogságba esett az aljubarrotai csatában (1385). Tizenöt hónapot töltött a fogságban, amit később szintén leírt.
Korábban, még 1378-ban diplomáciai feladattal először küldték Franciaországba, melynek Kasztília a százéves háborúban szövetségese volt. 1382-ben elkísérte a még fiatal VI. Károly francia királyt a roozebeke-i csatába (Westrozebeke), amiért élete végéig tartó járadékot kapott. 1378–1396 között összesen hét alkalommal fordult meg Franciaországban, utoljára 1396 őszén, II. Richárd angol király és Izabella esküvőjén. 1398-ban III. Henrik kinevezte Kasztília nagy kancellárjának (Canciller mayor de Castilla), de akkor már keveset foglalkozott a politikával. 1407-ben halt meg, feleségével együtt az álavai Quejana kolostorában van eltemetve.

## Írodalmi munkássága
Legismertebb Crónicas de los reyes de Castilla (Ksztília királyainak krónikája) című történeti műve, mely a 14. század második fele négy kasztíliai királyának korát, kritikai történetét és jellemrajzait foglalja magába. Nem csak a történelem, hanem a spanyol nyelvű próza szempontjából is értékes mű. A négy krónika jelentőségét emeli, hogy szerzője leírja azokat az eseményeket is, amelyekben személyesen részt vett, így az általa szőtt összeesküvéseket, hadi győzelmeit és vereségeit is. Képes féken tartani elfogultságát, az adatok és okmányok benne találnak első higgadt mérlegelőre. Hogy ezek szárazságát elkerülje, Titus Livius módjára szívesen közbesző egyes drámaian ható beszédeket és erkölcsi intelmeket. 
Az első részt, mely Kegyetlen Péter uralkodását tartalmazza, 1495-ben nyomtatták ki Sevilában. A teljes munkát a Spanyol Királyi Történeti Akadémia adta ki 1779 -1780-ban. A Crónicas… mellett López de Ayala más prózai műveket is írt, köztük portugál fogságában a sólyomvadászatról szóló könyvet.
Költői munkája, a Rimado de Palacio (Rímek a palotáról) – kora eseményeinek, társadalmának színes, elsősorban az udvar életvitelének szatirikus, didaktikus jellegű rajza. Az 1609 különböző alakú strófából álló költemény kritikája a kor általános életmódjára irányul, keményen ostorozza az egyházi élet romlottságát, mely a nagy egyházszakadás nyomán alakult ki. Meg akarja mutatni, hogyan kell az uralkodóknak és a grandoknak viselkedniük, hogy koruk általános hibáit és bűneit megjavítsák. A munka két kódexben maradt fenn: az egyik Campo Alange-ban, a másik az Escorialban van.
Az elsők között fordult figyelme az antik és reneszánsz szerzők felé. Titus Liviusnak nagy tisztelője volt, egyes könyveit francia szövegből le is fordította. Spanyolra fordította továbbá Boethius De consolatione Philosophiae, Sevillai Szent Izidor De summo bono és Nagy Szent Gergely Morales című művét. Bocaccio De casibus virorum illustrium című értekezésének fordításából is maradtak fenn töredékek.